# I samlarens spår
I samlarens spår (originaltitel: The Bone Collector) är en amerikansk dramathrillerfilm från 1999, i regi av Phillip Noyce. Huvudrollerna spelas av Denzel Washington och Angelina Jolie.

## Handling
Den förlamade före detta kriminalteknikern Lincoln Rhyme (Denzel Washington), som numera ägnar mesta delen av sin tid till att försöka få dödshjälp, blir lockad av en serie brutala kidnappningar och mord som verkar ha kopplingar till en serie mord på 1800-talet.

## Rollista (i urval)
- Denzel Washington - Lincoln 'Linc' Rhyme
- Angelina Jolie - Amelia Donaghy
- Queen Latifah - Thelma
- Michael Rooker - Captain Howard Cheney
- Mike McGlone - Detective Kenny Solomon
- Luis Guzmán - Eddie Ortiz
- Leland Orser - Richard Thompson
- John Benjamin Hickey - Dr. Barry Lehman
- Ed O'Neill - Paulie Sellitto

## Om filmen
- Filmen bygger på romanen med samma titel av Jeffery Deaver, även om slutet är helt omgjort. Lincoln Rhyme och de andra figurerna har senare varit med i flera böcker, men det har inte blivit någon mer film om dem. (Mer kuriosa finns i artikeln om Jeffery Deaver.)
- Det finns en tv-serie på 10 avsnitt, Lincoln Rhyme: Hunt for the Bone Collector Som visas på Viaplay i Sverige. Russell Hornsby och Arielle Kebbel spelar huvudrollerna.